# Kronehit Charts
Die Kronehit Charts war die erste redaktionell gestaltete Sendung im Österreich-Programmfenster von RTL II. Die Sendung wurde im Zeitraum von September 2005 bis August 2006 im wöchentlichen Rhythmus ausgestrahlt, jeweils samstags, 18:00 Uhr. Vorgestellt wurden die meistgewünschten Hits der letzten Woche des österreichischen Radiosenders Kronehit. Moderiert wurde die Sendung von Doris Golpashin. (Seit Herbst 2020 auf Krone TV kronehit – most wanted).

## Sendung
Vorgestellt wurden die 20 meistgewünschten Hits des Radiosenders Kronehit der vergangenen Woche, sowie der „Coole 80er“, also ein Musikvideo aus den 1980er Jahren. Fünf Musikvideos wurden in der Regel voll aus-, die anderen nur ca. 30 Sekunden angespielt. Zusätzlich wurden prominente Persönlichkeiten, abgefilmt vor einer Greenbox, in die Videos eingeblendet, wie sie Anmerkungen und Kommentare zu den jeweiligen Videos abgeben. Die Kronehit-Charts waren damit keine Verkaufs-, sondern sogenannte „Hörercharts“.
Das Studio wurde von zwei großen Aquarien und mehreren Monitoren, auf denen die Videos und/oder die aktuelle Platzierung zu sehen war, dominiert.

## Gäste
In einzelnen Sendungen traten Studiogäste auf, so u. a. Achtung Liebe mit Toni Polster oder die Band Shiver, die ihre aktuellen Hits im Studio präsentierten. Zusätzlich gab es zahlreiche prominente Gäste, die – abgefilmt vor einer Greenbox – Kommentare zu aktuellen Hits in der Sendung abgaben, so unter anderem Christina Lugner, Jeannine Schiller oder auch der damalige Marketing-Leiter der Telekom Austria Hannes Ametsreiter.

## Sondersendungen
Ein Mal pro Monat gab es eine Sondersendung, die nicht im Studio, sondern meist in einer Diskothek aufgezeichnet wurde. Gastgeber waren hier vor allem die Nachtschicht-Diskotheken in Wien, Graz und Linz, sowie das Partyhouse und der A-Dance-Club in Wien. Die Sondersendungen wurden von Doris Golpashin und Michael Gigerl moderiert.
Im August 2006 wurden – in Zusammenarbeit mit dem Dating-Portal love.at – ausgewählte Benutzer von love.at eine Woche auf das „Love Boat“ nach Kroatien geschickt. Zwei Wochen lang wurde die Sendung dann auch vor Ort in Kroatien gestaltet.